# Apollon (biskup koptyjski)
Apollon – duchowny Koptyjskiego Kościoła Ortodoksyjnego, od 2001 biskup Południowego Synaju.
Sakrę biskupią otrzymał 3 czerwca 2001.